# Aldo Nadi
Aldo Nadi, italijanski sabljaški mojster, * 29. april 1899, Livorno (Italija), † 10. november 1965, Los Angeles (ZDA).

## Družinski šport
Aldo Nadi je navadno citiran v zvezi z bratom Nedom, s katerim predstavlja najslavnejšo dvojico italijanskih sabljaških mojstrov vseh časov. Nedo je bil šest let starejši od Alda, zato je seveda prej prišel do javnih nastopov in slave in morda samo zato je tudi zakril mlajšega brata. Dejansko sta oba začela s treniranjem še kot dečka. Njun mentor in trener je bil oče Giuseppe, gasilski načelnik in v prostem času amaterski sabljač. Iz ljubezni do tega športa je na lastne stroške zgradil telovadnico in ustanovil krožek za somišljenike. Oba dečka sta že v predšolski dobi sukala floret in kmalu postala ponos športnega društva. Prav tako kmalu ju je oče navadil uporabljati sabljo, medtem ko ni hotel jemati v poštev treniranja z mečem. Po njegovem mišljenju je bil meč okorno orožje, primerno za divje in neurejene izgrede, pri katerih nobeno pravilo ne velja. Nasprotno sta sablja in predvsem floret »elegantni« orožji, ki dovoljujeta spopad med omikanimi »gentlemeni«. Tako mišljenje je bilo nekoliko nepričakovano za robatega človeka, kakršen je bil oče Giuseppe, a prav njegova odločnost in osornost nista dovoljevali ugovora. Ko sta fanta odkrila možnost sabljanja z mečem, sta se morala na skrivaj vaditi pri drugem mojstru.

## Prva svetovna vojna
Ob izbruhu prve svetovne vojne je bil Aldo šele petnajst let star. Medtem ko je brat od vsega začetka moral na fronto, je on oblekel vojaško suknjo šele v drugi polovici vojne. Bil je eden od slovitih »dečkov letnika 99«, ki so se zapisali v zgodovino kot najpogumnejši vojaki svoje dobe. Vojna je seveda popolnoma preprečila vse športne dejavnosti, kar bi bilo lahko povsem zatrlo vsako voljo po nadaljnjem udejstvovanju, saj je bil Aldo še zelo mlad in – nasprotno od brata – brez vsake izkušnje v mednarodnih tekmovanjih. Veliko mladih ljudi je po povratku z bojišč bilo prepričanih, da morajo življenje korenito spremeniti, če hočejo preprečiti ponovne vojne. Aldo ni bil med temi: svojo bodočnost je videl le v sabljanju.

## Olimpijske igre 1920
Olimpijada 1920 v Antverpnu je bila prva po zaključku vojne. Njena sicer skromna predstava, ki jo je opustošena Belgija zmogla pripraviti, pa ni okrnila športnega duha. Iz iger so bile izključene Nemčija, Avstrija, Bolgarija in Madžarska, saj so vojne rane še krvavele. A prvič je zaplapolala olimpijska zastava, ki jo je bil de Coubertin narisal še leta 1914. Prvič je bilo slišati slovesno prisego športnikov. In po dolgem času je bilo občinstvo spet priča velikih športnih dosežkov. Nedvomno so bili junaki teh iger Paavo Nurmi (finski tekač) in brata Nadi. Italijanska raprezentanca je zaslužila zlato v vseh treh panogah ekipnega sabljanja in seveda sta bila v ekipi oba brata. Poleg tega je Nedo prejel zlato medaljo v individualnem floretu in individualni sablji, kjer je Aldo odnesel srebro. 

## Poznejše življenje
Prejem najvišjega športnega odličja je pomenil za slovito dvojico tudi zaključek sodelovanja. Oba brata sta celo zapustila Italijo, kakor bi hotela poudariti, da sta zadostila sinovskim dolžnostim. Aldo je odšel v ZDA, kjer sprva sploh ni maral več tekmovati; bil je prepričan, da je največji sabljač vseh časov in da pravega nasprotnika zanj sploh ni, kar je bilo za tiste čase in za ZDA verjetno tudi res. Šele v tridesetih letih se je spet izkazal v individualnem sabljanju z Giorgiom Santellijem, njegovim bivšim partnerjem v olimpijski ekipi v Antverpnu. Santelli je bil medtem odprl telovadnico v New Yorku in se uveljavil kot sabljaški mojster. Njuni dvoboji so bili resnični užitek za gledalce, a to niso bila prava tekmovanja, temveč le prefinjena koreografija sabljanja.
V prvih letih svojega bivanja v ZDA se je bil Aldo Nadi preskusil tudi kot filmski igralec, a brez večjega uspeha. Po zaključku nastopov s Santellijem se je Aldo preselil v Hollywood in spet poskusil s kinom, a tudi tokrat ni prišel daleč. Samo občasno je nudil svetovanje pri uprizoritvah dvobojev v manj pomembnih filmih. Amerikanci so ga pa vedno zelo čislali in še danes ga imajo za boljšega sabljača od brata.